# Theresa Russell
Theresa Lynn Russell, nata Theresa Lynn Paup (San Diego, 20 marzo 1957), è un'attrice statunitense.

## Biografia
Frequenta la Burbank High School, ma non ottiene alcuna laurea o diploma, decidendo, dopo qualche anno, di frequentare l'Actor's studio di Lee Strasberg. Inizia la carriera di modella a soli 12 anni. In seguito viene notata da Elia Kazan, che le regala, giovanissima, il debutto cinematografico nel film Gli ultimi fuochi (1976), al fianco di Robert De Niro. L'anno successivo interpreta Vigilato speciale (1977), accanto a Dustin Hoffman. La sua interpretazione, unanimemente giudicata brillante, è notata dall'eclettico regista inglese Nicolas Roeg, che farà di lei la sua musa ispiratrice. Nel 1980 le offre il ruolo da protagonista nel thriller Il lenzuolo viola, con Art Garfunkel e Harvey Keitel.
Roeg e la Russell si sposano due anni più tardi, dando inizio ad una fra le collaborazioni cinematografiche più estrose di sempre. Realizzeranno insieme altri quattro film, con la Russell sempre in veste di protagonista femminile, Eureka (1983), La signora in bianco (1985), in cui evoca Marilyn Monroe, poi il thriller cult Mille pezzi di un delirio (1988), e Oscuri presagi (1991). È poi una seducente assassina per Bob Rafelson, che le affida un nuovo ruolo da protagonista in La vedova nera (1987), accanto a Debra Winger, e una dura e implacabile detective in Doppia identità (1989) per Sondra Locke.
Nel 1991 lavora con Ken Russell, che le affida uno dei ruoli più originali e importanti della sua carriera, nel film Whore (puttana), la tragica storia nera di una prostituta agli ordini di un violento protettore, raccontata in prima persona e straordinariamente interpretata. Il film è molto apprezzato dalla critica, ma la distribuzione in sordina ne fa oggetto di culto solo fra i cinefili. In quell'anno è scelta anche da Steven Soderbergh, che le offre un altro ruolo memorabile, quello dell'amica anarchica di Kafka in Delitti e segreti, accanto a Jeremy Irons. Fra i suoi altri lavori si ricordano Grotesque (1995), il torbido Sex Crimes - Giochi pericolosi (1998), al fianco di Kevin Bacon e Matt Dillon, e The Believer (2001), basato sulla vera, tragica storia di uno skinhead di origine ebraica. Attiva anche in televisione, dal 2005 è protagonista della mini-serie Empire Falls - Le cascate del cuore, accanto a Ed Harris. Nel 1995 l'Empire Magazine la include fra le 100 donne più sexy del cinema. Nel 1986 la Russell vince il National Association of Theater Owners Award.

## Theresa in musica
Pete Townshend del gruppo The Who ha dichiarato che la Russell è la sua musa ispiratrice e ha ispirato la canzone Athena, il cui titolo originario era appunto Theresa, contenuta nell'album Scoop 3.

## Vita privata
Vive in California, dividendosi tra la famiglia, la televisione e il grande schermo. Dal suo lungo matrimonio con Nicolas Roeg, terminato nel 2004, sono nati due figli.

## Filmografia

### Cinema
- Gli ultimi fuochi (The Last Tycoon), regia di Elia Kazan (1976)
- Vigilato speciale (Straight Time), regia di Ulu Grosbard (1978)
- Il lenzuolo viola (Bad Timing), regia di Nicolas Roeg (1980)
- Eureka, regia di Nicolas Roeg (1983)
- Il filo del rasoio (The Razor's Edge), regia di John Byrum (1984)
- Tenebre, regia di Dario Argento (1984) (voce - doppiaggio di Daria Nicolodi per la versione inglese)
- La signora in bianco (Insignificance), regia di Nicolas Roeg (1985)
- La vedova nera (Black Widow), regia di Bob Rafelson (1987)
- Aria, regia di Robert Altman (1987)
- Mille pezzi di un delirio (Track 29), regia di Nicolas Roeg (1988)
- Il corpo del reato (Physical Evidence), regia di Michael Crichton (1989)
- Doppia identità (Impulse), regia di Sondra Locke (1990)
- Whore (puttana) (Whore), regia di Ken Russell (1991)
- Oscuri presagi (Cold Heaven), regia di Nicolas Roeg (1991)
- Delitti e segreti (Kafka), regia di Steven Soderbergh (1991)
- Le cinque vite di Hector (Being Human), regia di Bill Forsyth (1993)
- Il volo della colomba (The Flight of the Dove), regia di Steve Railsback (1994)
- Grotesque (The Grotesque), regia di John-Paul Davidson (1995)
- Ricercati vivi o morti (Public Enemies), regia di Mark L. Lester (1996)
- Uno yankee alla corte di re Artù (A Young Connecticut Yankee in King Arthur's Court), regia di Ralph L. Thomas (1996)
- The Proposition, regia di Strathford Hamilton (1996)
- Una donna in fuga (Running Woman), regia di Rachel Samuels (1998)
- Sex Crimes - Giochi pericolosi (Wild Things), regia di John McNaughton (1998)
- Luckytown, regia di Paul Nicholas (2000)
- The Believer, regia di Henry Bean (2001)
- The House Next Door, regia di Joey Travolta (2001)
- Passionada, regia di Dan Ireland (2002)
- Now & Forever, regia di Bob Clark (2002)
- Save It for Later, regia di Clark Brigham (2003)
- The Box, regia di Richard Pepin (2003)
- Spider-Man 3, regia di Sam Raimi (2007)
- On the Doll, regia di Thomas Mignone (2007)
- Dark World, regia di Zia Mojabi (2008)
- Chinaman's Chance: America's Other Slaves, regia di Aki Aleong (2008)
- Jolene, regia di Dan Ireland (2008)
- La verità è che non gli piaci abbastanza (He's Just Not That Into You), regia di Ken Kwapis (2008)
- 16 to Life, regia di Becky Smith (2009)
- 1 Out of 7, regia di York Shackleton (2011)
- Rid of Me, regia di James Westby (2011)
- Born to Ride, regia di James Fargo (2011)
- The Legends of Nethiah, regia di Russ Emanuel e Tomax Aponte (2012)
- A Winter Rose, regia di Riz Story (2013)

### Televisione

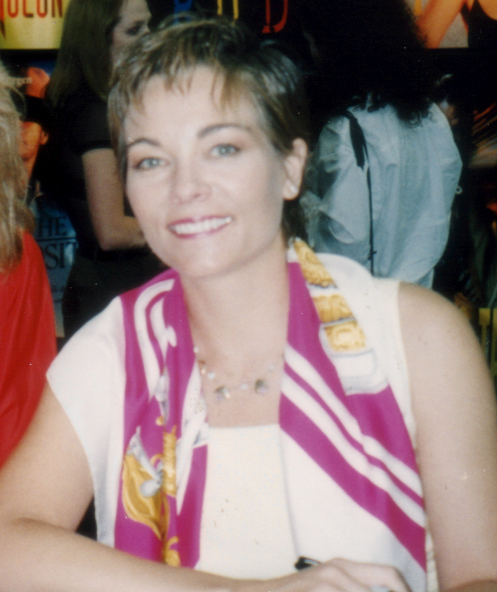
Theresa Russell nel 2016

- Blind Ambition, regia di George Schaefer - miniserie TV (1979)
- A Woman's Guide to Adultery - serie TV, 3 episodi (1993)
- Thicker Than Water, regia di Marc Evans - film TV (1993)
- Hotel Paradise, regia di Nicolas Roeg - film TV (1995)
- L'ombra della seduzione (Trade-Off), regia di Andrew Lane - film TV (1995)
- Once You Meet a Stranger, regia di Tommy Lee Wallace - film TV (1996)
- G vs E - serie TV, 1 episodio (1999)
- Nash Bridges - serie TV, 2 episodi (2000)
- La vendetta del ragno nero (Earth vs. the Spider), regia di Scott Ziehl - film TV (2001)
- Demontown - serie TV, 9 episodi (2002)
- Il mutante (Project Viper), regia di Jim Wynorski - film TV (2002)
- Chasing Alice, regia di Ralph Hemecker - film TV (2003)
- L'amore arriva dolcemente (Love Comes Softly), regia di Michael Landon Jr. - film TV (2003)
- Blind Injustice - Verità violate (Blind Injustice), regia di Rex Piano - film TV (2005)
- Empire Falls - Le cascate del cuore (Empire Falls), regia di Fred Schepisi - miniserie TV (2005)
- Law & Order: Criminal Intent - serie TV, un episodio (2006)
- American Heiress - serie TV, 3 episodi (2007)
- Fringe - serie TV, episodio 2x04 (2009)
- Cold Case - Delitti irrisolti (Cold Case) - serie TV, un episodio (2010)
- Liz & Dick, regia di Lloyd Kramer – film TV (2012)

## Doppiatrici italiane
Nelle versioni in italiano delle opere in cui ha recitato, Theresa Russell è stata doppiata da:
- Pinella Dragani in Eureka, Uno yankee alla corte di re Artù, Sex Crimes - Giochi pericolosi, Spider-Man 3
- Cinzia De Carolis in La vedova nera, Mille pezzi di un delirio, Whore (puttana)
- Cristina Boraschi in Il corpo del reato, La vendetta del ragno nero
- Aurora Cancian in Grotesque, L'amore arriva dolcemente
- Isabella Pasanisi in The Believer, Cold Case - Delitti irrisolti
- Daniela Nobili in Il lenzuolo viola
- Silvia Tognoloni in Il filo del rasoio
- Rossella Izzo in Doppia identità
- Angiola Baggi in Oscuri presagi
- Gabriella Borri in Delitti e segreti
- Silvia Pepitoni in Ricercati vivi o morti
- Stefania Romagnoli in Il mutante
- Laura Boccanera in Empire Falls - Le cascate del cuore
- Marina Thovez in Law & Order: Criminal Intent
- Emanuela Rossi in Fringe
- Marisa Della Pasqua in Oscuri presagi (ridoppiaggio)